# Петково (Польща)
Петково (пол. Pietkowo) — село в Польщі, у гміні Посвентне Білостоцького повіту Підляського воєводства.
Населення — 298 осіб (2011).
У 1975-1998 роках село належало до Білостоцького воєводства.

## Демографія
Демографічна структура станом на 31 березня 2011 року:
|          | Загалом | Допрацездатний вік | Працездатний вік | Постпрацездатний вік |
| -------- | ------- | ------------------ | ---------------- | -------------------- |
| Чоловіки | 154     | 42                 | 90               | 22                   |
| Жінки    | 144     | 32                 | 78               | 34                   |
| Разом    | 298     | 74                 | 168              | 56                   |